# Теренгуль (посёлок)
Теренгуль — посёлок в Баганском районе Новосибирской области. Входит в состав Андреевского сельсовета.

## География
Площадь посёлка — 64 гектара

## История
Основан в 1854 году. В 1928 г. село Теренгуль состояло из 163 хозяйств, основное население — русские. Центр Теренгульского сельсовета Андреевского района Славгородского округа Сибирского края.
По состоянию на 1910-е в Теренгуле был православный приход Омской епархии, хотя храма там не имелось, а был лишь располагавшийся в частном здании молитвенный дом. Данные о том, в честь чего он был создан, отсутствуют. По штату были положены священник и псаломщик. Причт проживал в деревянных домах. К приходу не было приписано часовен и церквей. Тогда посёлок состоял в Купинской волости, Каинский уезд Томской губернии.

## Население
| 1926 | 1976 | 1995 | 2002 | 2007 | 2010 |
| ---- | ---- | ---- | ---- | ---- | ---- |
| 801  | ↘269 | ↗540 | ↘453 | ↗494 | ↘445 |

## Инфраструктура
В посёлке по данным на 2006 год функционируют 1 учреждение здравоохранения, 1 образовательное учреждение.